# Maranchón (kommunhuvudort)
Maranchón är en kommunhuvudort i Spanien.   Den ligger i provinsen Provincia de Guadalajara och regionen Kastilien-La Mancha, i den centrala delen av landet, 140 km nordost om huvudstaden Madrid. Maranchón ligger 1 251 meter över havet och antalet invånare är 244.
Terrängen runt Maranchón är platt österut, men västerut är den kuperad. Runt Maranchón är det mycket glesbefolkat, med 2 invånare per kvadratkilometer. Närmaste större samhälle är Arcos de Jalón, 19,6 km norr om Maranchón. Omgivningarna runt Maranchón är i huvudsak ett öppet busklandskap.